# Coespeletia elongata
Espèce
Classification APG III (2009)
Coespeletia elongata est une espèce de plantes à fleurs de la famille des Asteraceae, endémique du Venezuela.